# Aguadilla
Aguadilla è una città di Porto Rico situata sulla costa nord-occidentale dell'isola. L'area comunale confina a est con Isabela e a sud con Moca e Aguada. È bagnata a ovest dalle acque del Canale della Mona e a nord dall'Oceano Atlantico. Il comune, che fu fondato nel 1780, oggi conta una popolazione di oltre 66 000 abitanti ed è suddiviso in 16 circoscrizioni (barrios).

## Infrastrutture e trasporti
La città è servita dall'aeroporto civile Rafael Hernández.